# تاداشی یانائی
تاداشی یانائی (به ژاپنی: 柳井 正) (زاده ۷ فوریه ۱۹۴۹) کارآفرین، بازرگان و مدیر ارشد اجرایی ژاپنی است، که در سال ۱۹۸۴ شرکت فست ریتیلینگ را تأسیس نمود و در حال حاضر به‌عنوان مدیر عامل اجرایی و رییس هیئت مدیره این شرکت فعالیت می‌کند.
یانائی در آخرین رتبه‌بندی انجام شده توسط بلومبرگ، در سال ۲۰۱۴ با دارایی خالص ۱۷٫۶ میلیارد دلار، در رتبه ۳۵ از فهرست ثروتمندترین افراد جهان قرار گرفت.